# Adam Chądzyński
Adam Chądzyński (ur. 18 listopada 1882 w Górkach-Grubakach, zm. 16 września 1963 w Katowicach) – polski inżynier, polityk, minister.

## Życiorys
Pochodził z rodziny ziemiańskiej. Był synem Anny Wielądek i Jana Chądzyńskiego. Uczęszczał do płockiego gimnazjum filologicznego, które ukończył w 1901 r. Następnie rozpoczął studia na Politechnice Warszawskiej (1901-1905) oraz na Wydziale Budowy Maszyn Politechniki w Pradze (1907— 1908). Uzyskał tytuł inżyniera budowy maszyn. Podczas studiów zaangażował się w działalność struktur wywodzących się z obozu narodowo  demokratycznego. Był członkiem Związku Młodzieży Polskiej „Zet” i Towarzystwa Oświaty Narodowej, a także Stowarzyszenia Studentów Politechniki „Zjednoczenie”. W latach 1906–1907  był członkiem Ligi Narodowej. W 1905 r. znalazł się w grupie współzałożycieli Narodowego Związku Robotniczego. Uczestniczył w rewolucji 1905 r. Na terenie zaboru rosyjskiego był redaktorem pism „Kiliński” oraz „Głos Wolny”. W 1909 roku został aresztowany i osadzony na Pawiaku. Symulując chorobę psychiczną, trafił do zakładu psychiatrycznego w Tworkach, skąd uciekł w kwietniu 1911 r. do zaboru austriackiego. Zamieszkał w Krakowie, gdzie zaangażował się w ruch irredentystyczny. Od lipca 1913 r. do kwietnia 1914 r. należał do Komisji Tymczasowej Skonfederowanych Stronnictw Niepodległościowych.

### II Rzeczpospolita
Wziął bezpośredni udział w rozbrajaniu żołnierzy niemieckich w Warszawie w listopadzie 1918 r. Po odrodzeniu się państwa polskiego, rozpoczął karierę urzędniczą od mianowania go naczelnikiem Wydziału Górnictwa w Ministerstwie Przemysłu i Handlu. W styczniu 1919 r. bezskutecznie ubiegał się o mandat poselski do sejmu z listy Narodowego - Robotniczego z okręgu warszawskiego. W czerwcu tego samego roku zaangażował się w przekształcenie NZR w Narodową Partię Robotniczą.– na XVII Zjeździe NZR – został wybrany prezesem Rady Głównej i prezesem Komitetu Wykonawczego NZR. Ostatecznie wszedł jednak do Sejmu Ustawodawczego z listy Narodowego Stronnictwa Robotników w wyniku wyborów uzupełniających, przeprowadzonych na Pomorzu w maju 1920 r. Od lipca znalazł się w składzie Rady Obrony Państwa. W wyborach do Sejmu I kadencji w 1922 r. ponownie został posłem Narodowej Partii Robotniczej. W latach 1920–1922 był prezesem klubu parlamentarnego NPR. Zasiadał w komisjach: spraw zagranicznych, budżetowej. Odegrał istotną rolę w pertraktacjach, do jakich doszło w związku z upadkiem drugiego gabinetu Władysława Grabskiego. Dzięki temu 20 listopada 1925 roku, w rządzie Aleksandra Skrzyńskiego został ministrem kolei żelaznych. Dążył do likwidacji centralnych struktur przeznaczonych do nadzoru nad rozbudową sieci, a istniejących od 1919 r. Zwiększył dochody drużyn konduktorskich i parowozowych oraz był przeciwnikiem grupowych zwolnień. Chądzyński zamierzał rozbudować infrastrukturę kolejową łączącą Górny Śląsk z Gdynią, co pozwoliłoby zrezygnować z wykorzystywania sieci niemieckich. Po upadku rządu deklarował się jako zwolennik koalicyjnego charakteru Rady Ministrów i ustąpił z gabinetu. W maju 1926 r. ponownie objął tekę ministra kolei w trzecim gabinecie Witosa.

### Zamach majowy
W trakcie przewrotu majowego był przeciwnikiem niszczenia infrastruktury kolejowej, co miałoby powstrzymać przybycie do Warszawy wojsk popierających Józefa Piłsudskiego. Nie ewakuował się z Belwederu do Wilanowa.  Został internowany i przewieziony do Cytadeli warszawskiej, którą po interwencji premiera Kazimierza Bartla opuścił. Chądzyński nie zaprzestał działalności politycznej. Uzyskał mandaty poselskie w wyborach do Sejmu II i III kadencji (1928 i 1930 r.) z okręgu wyborczego 29 - Tczew. W 1930 r. wziął czynny udział w krakowskim kongresie Centrolewu, którego był pomysłodawcą. Wystąpił jaki świadek w „procesie brzeskim”.  W lipcu 1935 r. nie mogąc skutecznie przeciwstawić się zjednoczeniu NPR z chadecją wystąpił z Narodowej Partii Robotniczej. Wycofał się z życia politycznego i rozpoczął pracę w Ministerstwie Przemysłu i Handlu.

### II wojna światowa i PRL
W trakcie wojny przebywał pod niemiecką okupacją, podczas której znalazł zatrudnienie w centralnych strukturach Związku Spółdzielni Spożywców „Społem” w Warszawie. Prawdopodobnie w trakcie powstania warszawskiego opuścił miasto. Kontynuował pracę w ZSS „Społem”, początkowo w Piotrkowie, następnie w Krakowie, skąd przeniósł się do Katowic. Tam związał się z górnictwem. W latach 1945–1950 pracował jako główny inspektor kontroli w Centralnym Zarządzie Przemysłu Węglowego, a następnie jako kierownik pracowni ekonomicznej Centralnego Biura Projektów Przemysłu Węglowego. W 1952 r. rozpoczął prace na stanowisku kierownika działu przygotowania produkcji w Przedsiębiorstwie Montażu Urządzeń Elektrycznych. W 1958 r. przeszedł na emeryturę.
Adam Chądzyński zmarł 16 września 1963 roku w Katowicach.

## Ordery i odznaczenia
- Krzyż Niepodległości
- Krzyż Komandorski Orderu Gwiazdy Rumuńskiej[5]